# Jetřichovec

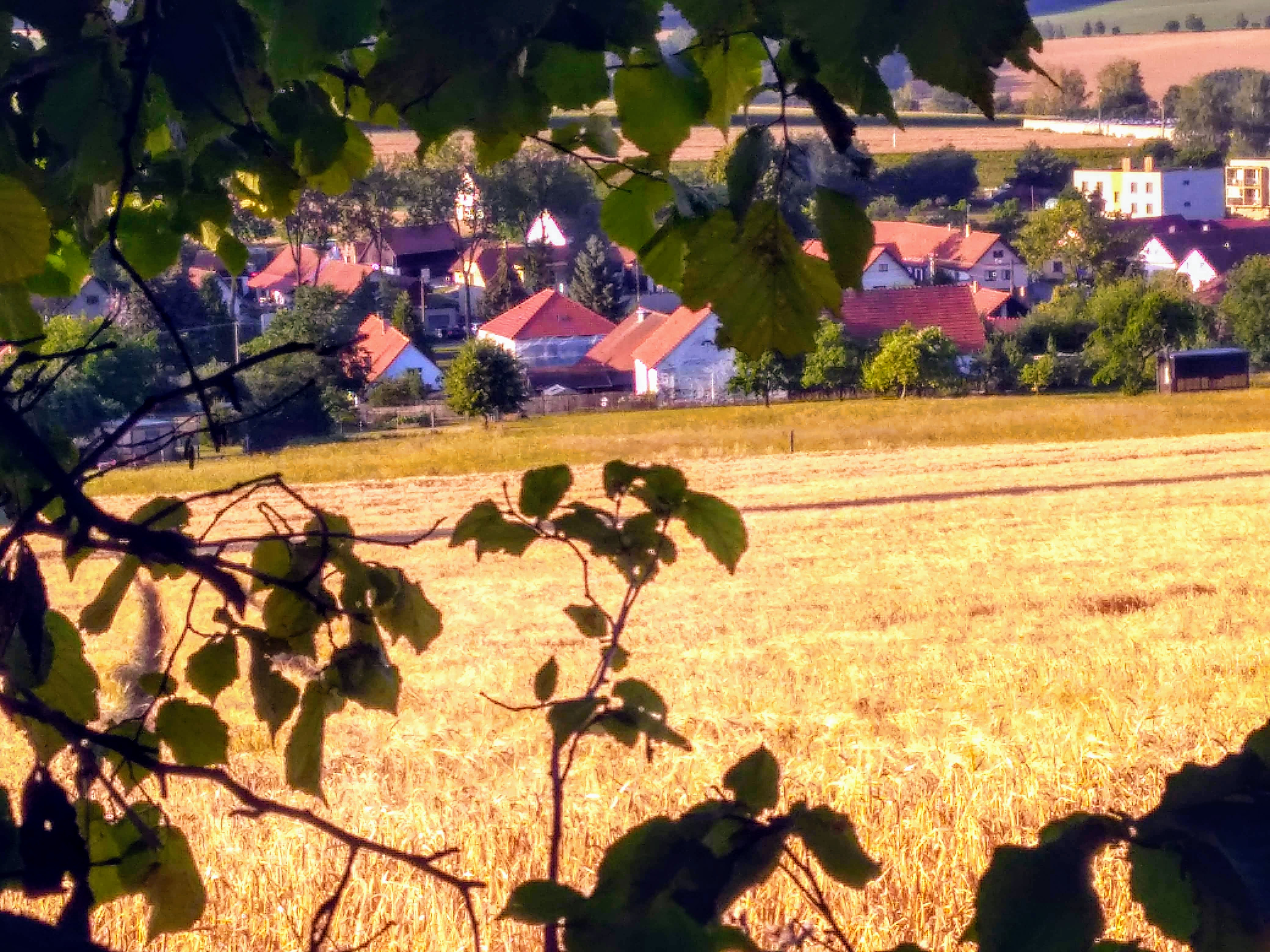
Výhled na Jetřichovec

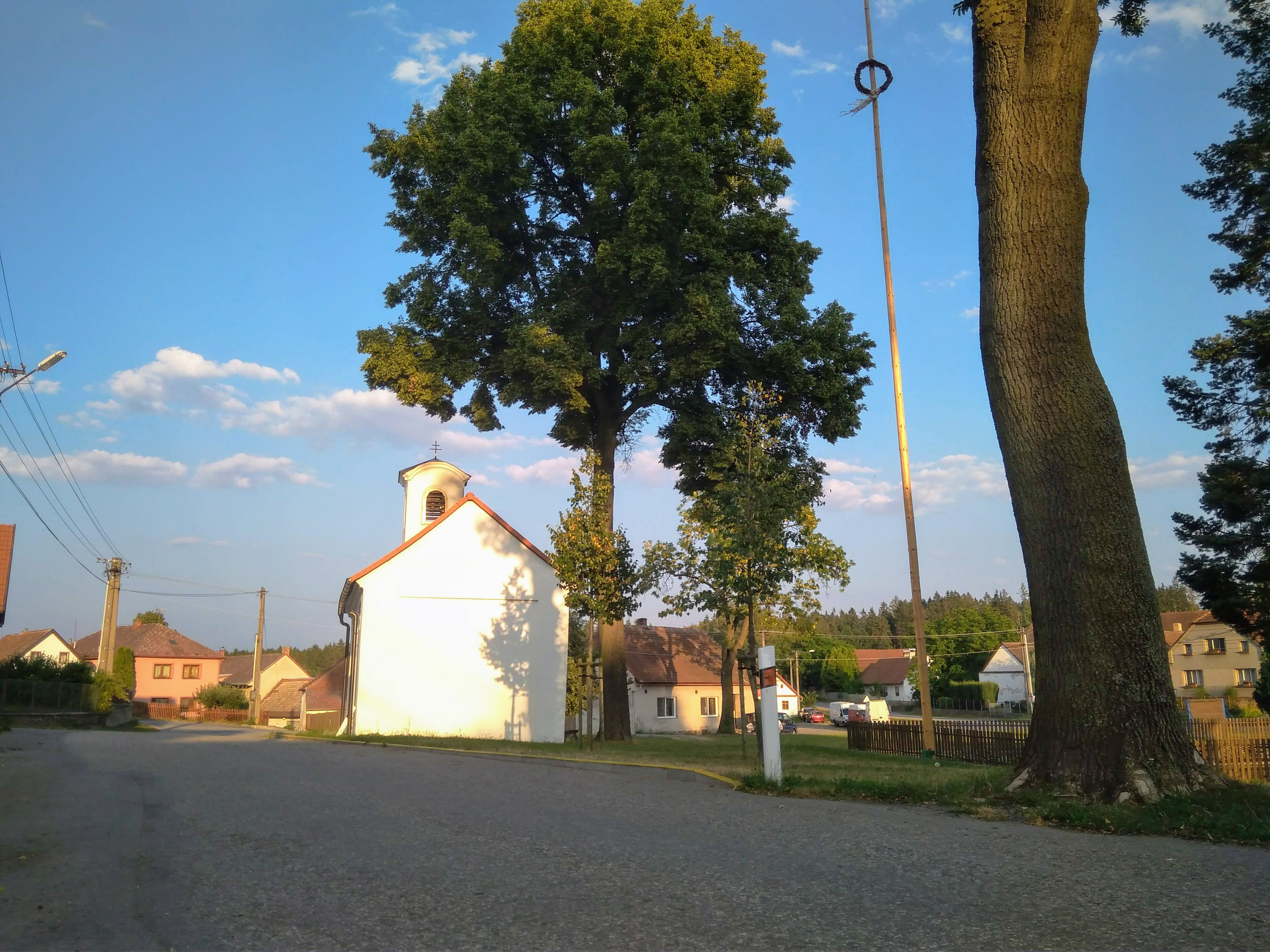
Kaplička zasvěcená svatému Duchu

Jetřichovec (německy Jetrichowitz) je vesnice, část města Pacov v okrese Pelhřimov v Kraji Vysočina. Název vznikl ze jména německého šlechtice Ditricha (česky Jetřich). Nachází se asi 4,5 km na severozápad od Pacova. Prochází zde silnice II/128. V roce 2020 zde bylo evidováno 69 adres. Trvale zde žije 167 obyvatel. V údolí blízko obce protéká řeka Trnava, která je levostranným přítokem řeky Želivky.
Na jetřichovecké návsi stojí kaplička, původně zasvěcená Janu Nepomuckému a po přestavbě zasvěcená Duchu svatému. Uvnitř se nachází obraz Seslání sv. Ducha od mistra Tomana.
Jetřichovec je také název katastrálního území o rozloze 3,99 km².

## Tradice a kultura
V Jetřichovci se dodržuje stará tradice, která téměř zanikla. Místní ji nazývají „škroukání“. Děti každoročně chodí a při takzvaném škroukání s řehtačkami a škroukačkami nahrazují zvony, které odletěly do Říma. Dále se dodržuje pálení Jidáše na Velký pátek, stavění májí, masopustní bál, pálení čarodějnic, posvícení či zpívání u kapličky.
SDH pořádá každoroční výlety na kolech po okolí s aktivitami pro děti. Jednou za 4 roky se pořádají Jetřichovecké hudební slavnosti pořádané nepřetržitě od roku 1994. Mezi sportovní akce patří nohejbalové turnaje či fotbalový turnaj Svobodní vs. Ženatí. Pro širokou veřejnost je pořádáno „Přespávání na hřišti“. Každý rok se večer před Štědrým dnem koná zpívánií u kapličky, po dozpívání se nabízí svařené víno a medovina. Je velká účast od malých dětí až po nejstarší občany.
Působí zde dechová skupina Jetřicháci a již zaniklá Můj Souset. Mezi roky 1917–1928 byl v Jetřichovci ochotnický divadelní spolek. Bývalou školní budovu si místní občané předělali na kulturní dům, ve kterém se scházejí k různým akcím. Za vsí se nachází koupaliště. O Jetřichovci je zmínka v písních „Jetřichovská chasa“, „Jetřichovská náves“ a „Jetřichovská kaplička“.

## Historie
První zmínka o vsi je z roku 1417. Původní názvy vesnice byly např. Jetřichov nebo Jetřichova ves. Na začátku 19. století se vesnice psala jako Jetřichovetz (Dětřichowetz). Do roku 1923 se ves jmenovala Jetřichoves a po tomto roku již beze změny Jetřichovec.
Roku 1869 měla obec 380 obyvatel, 1900 - 243 obyvatel, 1910 - 268 obyvatel, 1930 - 255 obyvatel, 1950 - 203 obyvatel, 1961 - 216 obyvatel a v roce 1970 189 obyvatel. (zdroj: ročenka Statistického úřadu Pelhřimov)
V roce 1923 byla založena obecní kronika, kterou vedl první kornikář a současně starosta František Hlásek. V té době měla obec 496 domovních čísel - mezi nimi nebyly čísla 19, 25 a 27, protože ta vyhořela a již se v té době znovu nepostavila. Obec byla vždy zemědělská, proto bylo v obci v roce 1923 22 zemědělských usedlostí. Výměra obce v té době byla 408,8 ha, z toho 232,7 ha polí, 44,2 ha luk, 2 ha zahrad, 29,2 ha pastvin, 84,6 ha lesů, 13,15 ha neplodné bůdy a 0,4 ha rybníků.
Největší výměru zemědělské půdy mají čp. 3, 4, 5, 13, 16 a 18, což jsou tzv. velké selské usedlosti. Dalších 16 rolníků mělo menší výměru, místní jim říkali „půlláníci“. Domkářů bylo 15 – v čp. 12, 17 a 23 byly také nájemníci. V té době byla v obci pastouška čp. 15 pro nemajetné občany, kteří měli domovské právo v Jetřichovci.
V roce 1903 postavili a byla zřízena obecná jednotřídní škola, kterou si postavili sami občané. Do té doby musely děti chodit do Zhoři.
Za vsí byla tzv. pazderna na sušení lnu. Do obce patří také mlýn Hladov, který byl až do roku 1886 součástí obce Zhořec. Obec se v minulosti dělila následovně: Velká strana - podél silnice, Malá strana - naproti, dále svobodníci - čp. 7, 8, 9, 10. A část, která se nazývala V Chalupách, kterou obývali převážně chalupníci (malozemědělci), bezzemci nebo námezdní dělníci. Uprostřed obce byly dva rybníky - Hořejšák a Dolejšák. Pod vsí tzv. Svobodničák pro svobodníky. Svobodníci byli občané zproštěni roboty od Pacovského panstva kvůli nějaké zvláštní zásluze.
V roce 1921 byla obec katolického vyznání, patřící kolátarou k pacovskému děkanátu (farnosti). V roce 1908 byla díky místnímu učiteli Josefu Novákovi založena kampelička. Vedením byl pověřen František Carda. Tehdy v obci žilo 142 mužů a 152 žen, větší počet žen byl tehdy kvůli počtu padlých v 1. světové válce.
V roce 1935 prošla obec elektrifikací. Za necelý rok od začátku již byly všechny domy s elektřinou.
V obci kromě zemědělníků a ostatních již jmenovaných byli také živnostníci, např. František Dvořák, který byl hostinským, kovářem a malorolníkem. U něho bydlel v nájmu (v čp. 12) svobodný pan František Makovec z Vodice, který byl v obci jako mistr kovář. V čp. 24 bydlel Karel Fara, který byl obuvníkem a v čp. 22 švec František se synem Karlem.

## Historie Jetřichovské školy
Od roku 1905 do roku 1918 byl řídícím učitelem pan Novák. Po jeho ukončení funkce zde až do roku 1929 učil nový učitel František Roubal. Z Kutné Hory v roce 1930 přijel Václav Dufek, který po konci školního roku 1946 pověsil učitelské ukazovátko na hřebík a své místo přenechal Stanislavu Hejdovi, který učil pouze do roku 1947, protože byl poté přeložen. Místo něho nastoupil čerstvě ženatý Josef Hladík z Hartvíkova, který musel jako čerstvě vystudovaný mladý muž na Slovensko jako výpomocný učitel, kde byl až do roku 1939, kdy kvůli vyhlášce samostatného Slovenského štátu jako všichni ostatní Češi vystěhovat do Protektorátu Čechy a Morava.

## Historie Jetřichovské kultury
Staří obyvatelé si byli schopni vyrábět tzv. opálky, což byly velké lýkové koše. Dokázali z nich vytvářet naprostá umělecká díla. Opálky se využívaly převážně na řezanku pro koně. Samozřejmě se dralo peří jako na každé vesnici. Vzhledem k tomu, že byli jetřichovští obyvatelé poměrně majetní, tak si majetnější z nich mohli dovolit černou zrnkovou kávu, kterou na posledním draní podávali jako poděkováni, což byla velká vzácnost. Jen Bůh ví, koho tehdy napadlo, když při „dračce“ padl nápad, když si nějaký z mládenců četl knihu: „Zda by se nešlo poradit s panem řídícím o vzniku naší obecní knihovny i se čtenářskými besedami?“ A založila se tudíž obecní knihovna. V roce 1930 se ochotníci i se čtenářskou besedou rozpustili. Poté jeviště převzal velmi aktivní sbor dobrovolných hasičů. Režíroval je Ladislav Hlásek. Poté sehráli veselohru „Dědkové“, která se těšila velkému úspěchu. SDH se dále angažoval do stmelování vesnice a kultury v ní.

## Historie Jetřichovské knihovny
Knihovna byla založena roku 1923, což byl pro vesnici velmi významný rok. Vzal si ji na starost František Roubal, jež byl na Jetřichovské škole přes 10 let. Ve vesnici byl velmi oblíbený a on sám s vesnicí velmi srostl. Říká se o něm, že byl velmi milý a nápomocný i když šlo o radu jakékoliv závažnosti. Československá vláda dopomohla ke knihovně usnesením, že obecní úřad musí na knihovnu přispět 0,5 Kčs za každého občana registrovaného v minulém sčítání lidu. Obecní úřad proto musel každý rok přispět na Jetřichovskou knihovnu 147 Kčs. Za tuto částku se kupovaly knihy. Osvětový dům v Praze již při vzniku knihovny daroval 28 knih do knihovny, jejichž celková hodnota byla 300 Kčs.
Dokud fungovala obecní škola, staral se o školu pan učitel, ale po zániku musel knihovnu přebrat pan Josef Koblic. Knihovna se ze zavřené školy přemístila do podkroví bývalé kampeličky, kde mimo jiné byla pobočka Státní spořitelny a úřadovna MNV. Po zrušení Státní spořitelny, se přesunula na její místo právě knihovna o kterou se v té době staral Socialistický svaz mládeže.
V té době se již v knihovně nacházelo 434 svazků. Knihovnicí se tedy stala Růžena Zelenková, která se v roce 1978 přivdala do Pacova a tudíž přestala knihovnu vést. Národní výbor pověřil vedením knihovny Janu Papežovou, která vedla znovu do svatby. Poté vedla její mladší sestra Ludmila. Jenže ani ta nevedla příliš dlouho, protože se jak jinak než provdala. Funkce zanikla společně s odchodem Mileny Králové v únoru roku 1987, která se také vdala. I přes to, že byla knihovna umístěna ve svazové klubovně, tak se nikdo k vedení knihovny nehrnul a v té chvíli přestala být obecní knihovna provozuschopna. Po úmrtí Josefa Hladíka pomalu umírala i kulturní aktivita obyvatel. Knihy byly posléze rozprodány mezi občany. Knihovna vydržela v obci 65 let.

## Historie Jetřichovských ochotníků
Roku 1923 bylo společně s čtenářskou besedou založeno i ochotnické divadlo, které se těšilo velké oblibě zvláště u mladých hochů a děvčat. Scházeli se u pana hostinského Dvořáka, který miloval ochotnické divadlo. Ochotníky vedla paní Alžběta Cardová - manželka Františka Cardy, který spravoval kampeličku. I přes bezdětnost měla mladé lidi velmi ráda a starala se o jejich rozvoj.
Při uskutečňování divadla se stal jev téměř jako při stavbě Národního divadla. Jetřichovský lid udělal sbírkua všichni dle svých možností přispěli. Díky sbírce se mohla koupit opona, budka pro nápovědu i kulisy. Jeviště si jetřichovští občané postavili sami. V hostinci byl nedostatek židlí, proto se ze sklepa vždy přivalily pivní sudy a na ně se položila nařezaná prkna.
Na Květnou neděli připravila paní Cardová truchlohru „Černé oči“, kterou děkan z Pacova Jan Walter zakazoval kvůli údajné prostopášnosti, která kazí výchovu mládeže. Tato informace rozdělilo mínění občanů na tuto hru, což se ukázalo na návštěvnosti historicky prvního jetřichovského představení. Pan František Hlásek, tehdejší starosta a milovník ochotníků byl velmi pohoršený odsouzením jetřichovského představení od pacovského děkana. Ti co se zúčastnili byli nadšeni zapálením a výkonem mladých ochotníků a chválili je. Ale i přes skutečnost nepřízně od děkana pokračovalo divadlo dál a společně se čtenářskou besedou pořádali maškarní přehlídko společně s taneční zábavou z čehož byla nadšena široká veřejnost. Masopustní tradice se ve vsi drží dodnes, ale již bez taneční zábavy, poněvadž hostinec byl nynějším předělán na velkosklad potravin.

## Jetřichovec během 2. světové války
Více než čtvrtina mužů z Jetřichovce byla již v roce 1938 demobilizována. Když se roku 1939 určily dávky, tak jetřichovský mlynář Krejča mlel na černo a mlel 2x víc než bylo nacisty povoleno. Roku 1940 byla velmi malá úroda, ale zemědělci museli i přesto dát část úrody státu.
V roce 1941 Jetřichovec zasáhla chudoba z důvodu stále stejných dávek státu, ale menší a menší úrodě. Dávky byly tak vysoké, že toho tolik zemědělci ani neměli. Kontrola, která jezdila kontrolovat, když tento fakt zjistila nechávala auto za vesnicí, aby to občané nezjistili, jenže díky všímavosti se to většinou rychle zjistilo a tato informace se rychle šířila. Hospodáři schovávali úrodu do předem připravených skrýší. Za celou 2. světovou válku se ve vsi nenašel ani jeden udavač, ani na nikoho ve vsi nebylo podáno udání. Všichni žili v jednotě, důvěřovali a pomáhali si vzájemně. Pro domácí zabijačku musel vydávat starosta Blažek speciální povolení. Z vepře museli odevzdávat 4 kg škvařeného sádla a např. dvoučlenná rodina musela odevzdávat polovinu vepře, poněvadž celý vepř překračoval dávku na celý rok pro dvoučlennou rodinu.
Po suchém roku 1943 nastal rok 1944, který byl pro hospodáře mnohem příjemnější. Ale dávky odevzdávané státu se na rozdíl od přírody neumoudřili a byly stále ničivější. Když bylo 300 000 svobodných mladých lidí povoláno pracovat do Říše, tak se spousta lidí na rychlo ženila a vdávala nebo oddalovala odjezd nemocemi. Marii Těšínskou opařila vlastní matka vařícím sádlem ze strachu o ni, po vyléčení stále musela odejít. Starosta Blažek i hospodář Ladislav Hlásek se všemožně snažili vymazat Marii ze seznamů, ale nedařilo se. Mariina matka se proto otrávila kyselinou octovou a v obrovských bolestech zemřela. Marie se proto stala nepostradatelnou pro hospodářství a proto nikam nejela.

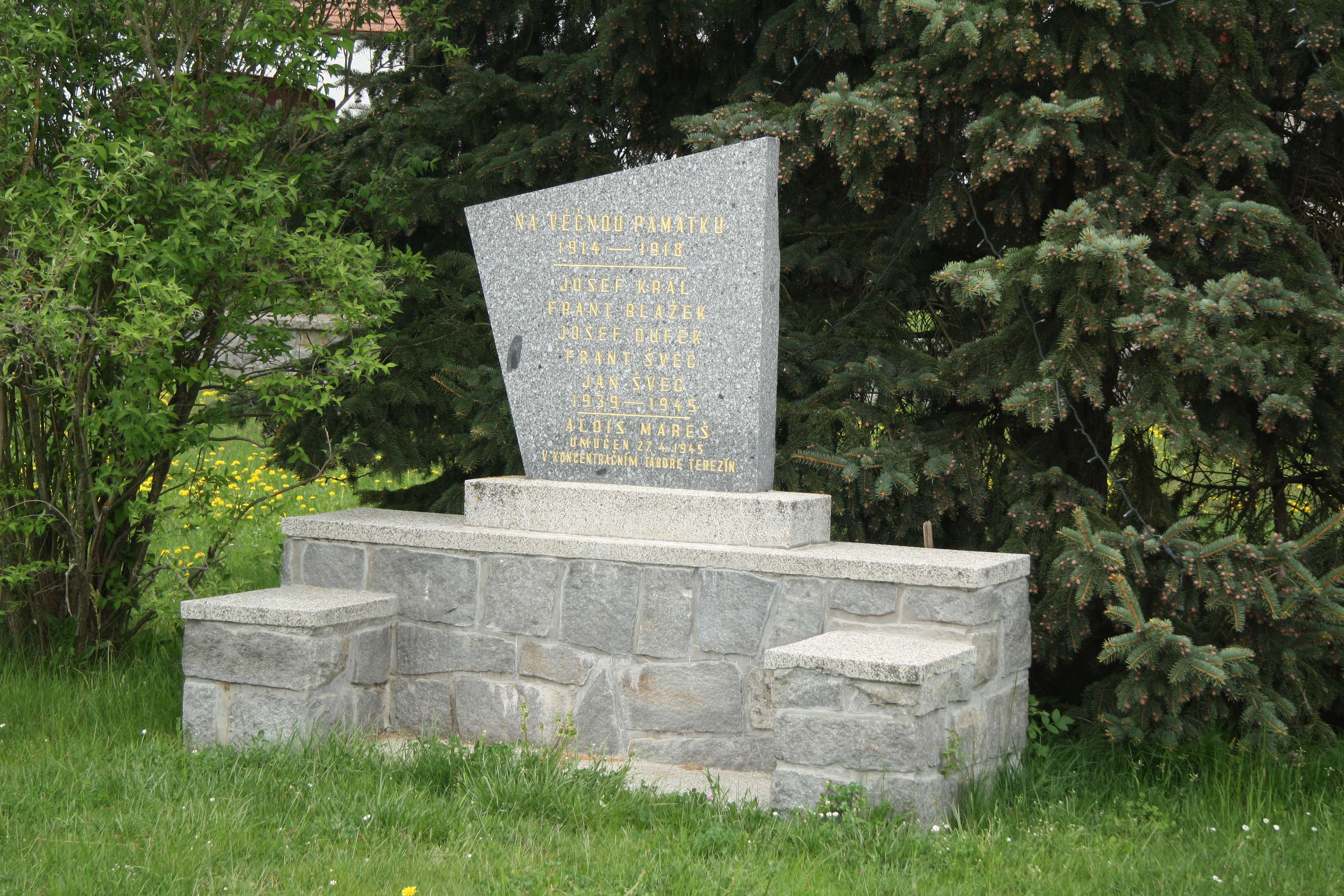
Památník obětem světových válek

Psal se prosinec roku1944 a občané již tušili konec války o to horší bylo zjištění, že gestapo zatklo manžele Marešovi z čp. 41. Všichni bez rozdílů byli naprosto otřeseni a nikdo neznal důvod. starostovi Blažkovi bylo nařízeno, že se musí postarat o chod hospodářství a postarat se o 14letého Karla a 11letého Františka, kteří tam zůstali sami. Pan Blažek dosadil na starost o Marešovo hospodářství svobodného Jana Švece z čp. 37, který tam docházel ze svého domu. Později mu pomáhal mladý Bohuslav Jech z čp. 22, který se ve vsi ukrýval před nasazením na práci v Německu. Marešovi byli převezeni na gestapo v Táboře, kde byli odsouzeni k smrti. Za týden byli odvezeni do věznice v Terezíně. Alois Mareš byl 27. dubna 1945 umučen. Manželka to přežila, otce mohli synové navštívit až na terezínském hřbitově.
V březnu roku 1945 přišel za panem řídícím Dufkem starosta Blažek, že se škola uzavře a ubytují se tam brněnští Němci – převážně matky s dětmi, staří lidé a ranění vojáci. 5. března 1945 přijeli. Oni neuměli česky a starosta neuměl německy. Proto musel školák Karel Míka dělat tlumočníka až do konce války (květen 1945) ve škole pobývali. Jetřichovští občané nezaháleli a pro případ příjezdu obou front si v domech, ale i v lesích schovávali zásoby, ale i např. oblečení. Stavěli úkryty v lesích pro případné přenocovávání, kde bylo i dostatek jídla a pití na 10 dní.

## Spolek Kampelička
Velkým krokem v činnosti obce bylo založení Spolku Kampelička. Byl založen roku 1908. Největší zásluhu měl první učitel v Jetřichovci pan Josef Novák. Bylo 15 zakládajících členů, ale postupně se přidávali ostatní a i někteří obyvatelé Zhořce. Pan Novák se stal i pokladníkem do doby přeložení. Po něm převzal funkci pan František Carda. Koncem roku 1929 měla Kampelička na vkladních knížkách místních obyvatelů 538 089, 05 Kčs. Ke stejnému datu se vázalo 147, 400 Kčs zápůjček členů. Zhruba pětina byla z okolních vesnic, jejichž občané se stali členy Kampeličky. V roce 1930 měla Kampelička již 633 580, 50 Kčs vkladů a 169 491 Kčs půjček. Z toho 20 778, 20 Kčs padlo na roční výpůjčku na hnojiva pro místní hospodáře, čímž spoustu hospodářů zachránila z velké chudoby. Úroky ze vkladů byly 3-3,5% a ze zápůjček 5%, díky nimž si i Spolek vydělával.
| rok  | počet členů | vklady          | zápůjčky       |
| ---- | ----------- | --------------- | -------------- |
| 1931 | 56          | 627 006,80 Kčs  | 166 060,80 Kčs |
| 1932 | 59          | 553 512 Kčs     | 192 192 Kčs    |
| 1933 | 59          | 564 345,50 Kčs  | 480 561,75 Kčs |
| 1934 | 59          | 504 345,80 Kčs  | 206 601 Kčs    |
| 1935 | 59          | 499 561,75 Kčs  | 193 809 Kčs    |
| 1936 | 65          | 540 797, 50 Kčs | 205 089 Kčs    |

Roku 1926 Kampelička zakoupila benzinový motor, který pro ulehčení práce zapůjčovala členům za minimální poplatky.
V roce 1936 se konala valná hromada členů Kampeličky. Usnesli se, že úřad Kampeličky musí mít vlastní budovu, protože místnost ve školní budově již nestačila. Obecní zastupitelstvo schválilo se 100% souhlasem. Obec nabídla Kampeličce pozemek nad dolejším rybníkem naproti obecnímu domku za 1 Kčs/m². Jenže tuto nabídku záhy zastupitelstvo zrušilo, poněvadž by hospodáři neměli výhled na náves, což by nedělalo dobrý dojem. Proto musela Kampelička zakoupit pozemek hospodáře Papeže, jenže místo 1 Kčs/m² byla cena 12 Kčs/m². Místo bylo u silnice na velmi dobrém místě, proto byli panu Papežovi všichni vděční za to, že prodal pozemek tak levně. Kampelička vyslovila panu Papežovi veřejné uznání s poděkováním.
Okamžitě se začalo na budově Kampeličky stavět. Po práci na poli občané šli na stavbu budovy pro Kampeličku. Občané, kteří neměli tolik práce nebo ji již měli hotovou pracovali celý den. Byli ochotní a měli radost, že v Jetřichovci budou mít vlastní peněžní dům. 5. září 1937 se konalo slavnostní otevření nové budovy pro Kampeličku. Byla to velká slavnost - děti se v čele s panem učitelem Václavem Dufkem společně se všemi občany odebraly k nové budově, kde společně i individuálně přednášeli různé básně pro tuto příležitost.
Pan František Carda začal zaučovat nového pracovníka na úřad Kampeličky. Veřejnost navrhla pana Františka Dufka, který byl tehdy mladý 33letý zemědělec. Byl to výborný počtář s krásným písmem. Byl poctivý a měl dobré vychování. Kampelička měla důvěru všech občanů a především okolních obcí, které ji velmi podporovaly. V roce 1952 ji převzala Česká státní spořitelna, Kampelička předběhla svoji dobu a vydržela po celou dobu. Pobočka spořitelny byla zrušena roku 1970. Kampelička byla zestátněna, protože měl lid příliš velkou svobodu, což totalitnímu režimu nevyhovovalo

## Sbor dobrovolných hasičů
V Jetřichovci byl sbor dobrovolných hasičů (dále jen SDH) založen 8. prosince 1922 na návrh tehdejšího starosty obce při schůzi obecního zastupitelstva. Mezi zakládající členy patřilo prvních 18 dobrovolníků z místního obyvatelstva. První ruční hasičská stříkačka byla zakoupena obcí již roku 1902, i když myšlenka na založení sboru přišla až o 20 let později.
V roce 1952 SDH pořídilo první motorovou stříkačku a vůz Tatra 805. Roku 1969 daroval Okresní národní výbor v Pelhřimově výkonnější stříkačku. V roce 1989 získali znovu od Okresního výboru v Pelhřimově starší hasičské vozidlo, které bylo v roce 2005 vyměněno za novější model.
Ze začátku nebyli hasiči vždy vítáni, jak je nám známo z vyprávění starších občanů. Nejednou bylo bráněno hasičům v zásahu při požárech. Ale i přes to si lidé začínali uvědomovat, že SDH je důležitá složka vesnice a získávali si oblibu a autoritu. Pomohl tomu např. požár, který vzniknul v mlýně na Hladově dne 18. 12. 1924. Citace z Jetřichovské kroniky: „Při požáru se tam sešlo mnoho lidí z Bratřic a ze Lhoty, kteří se dívali, jak hoří, namísto pomoci při záchranných pracích. Mnozí ještě mnoho věcí odcizili. Při požáru tam pochopili všichni občané, že sbor dobrovolných hasičů je velmi důležitý pro každou obec.“ Členům SDH se podařilo zachránit dobytek, mlýn i přidružené místnosti. Kromě požárů a jiných neštěstí se ale sbor účastnili sjezdů, kde předváděli svůj um při „sekerkových“ a „pochodových“ cvičeních.
25. července 1926 se konala okresní soutěž na kterých se účastnily sbory i ostatních obcí. V den soutěže bohužel pršelo, takže byla malá účast, ale i přesto měla soutěž doprovod dechové hudby. Soutěž se konala na sadě za stodolou u vdovy Papežové. V roce 1934 se konala další soutěž, která byla také neúspěšná kvůli počasí a upadajícímu zájmu o společenské dění.
Během Protektorátu Čechy a Morava musela být činnost hasičského spolku zrušena stejně jako všechny ostatní dobrovolné činnosti.
Roku 1951 se podařilo sestavit devítičlenné družstvo, které reprezentovalo obec na soutěžích či přehlídkách v širém okolí. Od té doby se SDH stále rozrůstá a těší se zájmu mladých lidí. V nadcházejících letech se výbor hasičského sboru začíná více podílet na pracovním a kulturním dění v obci a přebírá veškerou organizační zodpovědnost.
V roce 1988, což byl významný den pro sbor byl založený sbor mladých hasičů, kteří jako vítězové okresního kola celostátní hry „Plamen“ reprezentovali Pelhřimovsko v roce 1992 v Kaplici a 1996 ve Vráži u Písku, kde shodně obdrželi 4. místo. Mužský sbor se pravidelně účastní okresních soutěží a v roce 2006 reprezentovali Pelhřimovsko na kraji, kde obsadili 6. místo. Ženské družstvo, které v minulosti podávalo kvalitní a stabilní výsledky, již není aktivní, ale kvůli zájmu místních dětí se do budoucna slibně rýsuje jeho znovuzrození.
Mimo jiné v roce 1988 získal hasičský sbor nákladní požární vozidlo Avia.
V roce 1989 získal Jetřichovec do vlastnictví budovu bývalé základní školy. Po vnitřních stavebních úpravách prováděných zejména brigádní činností a po celkové rekonstrukci vnější fasády byla tato budova předána hasičskému sboru do užívání. Dnes je zázemím a centrem pro kulturní dění v obci. V letech 2002–2004 byla k budově kulturního zařízení přistavěna garáž pro hasičskou techniku.
SDH Jetřichovec dnes sdružuje 101 členů, z toho 63 mužů, 21 žen, 17 dětí.

## Požáry
Kromě již zmíněného požáru na Hladově se stala další hrozivá událost. 22. února 1928 ve 4 hodiny ráno vypukl požár a začala hořet stodola Brabcova a Papežova. Brabec byl pojištěný, takže i přes shořelou stodolou, mlýnem a mlátičkou na obilí, vůz, plodiny i ostatní hospodářské náčiní, neutrpěl takovou finanční škodu jako vdova Papežová, která pojištěna nebyla. Stodola jí shořela do základu, shořely všechny plodiny, seno, jetel, ale i vůz žebřiňák nebo nový žací stroj.
Roku 1933 znovu vzplanul mlýn Hladov. Díky Jetřichovskému, ale i Bratřickému a Zhořeckému sboru se mlýn zachránil.
V roce 1947 zapálil blesk hospodářské stavení čp. 3. Požár vznikl odpoledne. Celá střecha shořela, ale naštěstí se nedostal dál, zvlášť pod střechu, kde byla hospodářská zvířata. Hospodář během měsíce střechu opravil za značné pomoci sousedů.
Na jaře roku 1954 vznikl požár v čp. 19. Malé děti si ve stodole hrály se zápalkami. Rodiče byli v práci a požár byl během chvíle. Občané i hasiči zastavili oheň a nikomu se nic nestalo. Ale chytl dřevěný štít souseda Holuba, naštěstí se hasičům znovu podařilo včas zasáhnout.
Poslední požár v jetřichovské historii vznikl 3. ledna 1989 v 15 hodin. Chytl sklad sena v místním JZD. Oheň opět založily děti. Naštěstí se jetřichovským, pacovským a bratřickým hasičům podařilo dostat oheň pod kontrolu, ale i přesto oheň spáchal škodu na 47 tis. Kčs. Hodnota zachráněného majetku však byla více než desetinásobná. Naštěstí nedošlo k žádnému zranění.

## VOD Jetřichovec
VOD Jetřichovec je jedno z největších zemědělských družstev na Pacovsku, založeno bylo 29. 8. 1975. Počet zaměstnanců je 65 a jsou převážně z řad místních obyvatel. Velikost VOD je 2170 ha – orná půda činí 1840 ha. Zbytek jsou louky. Nadmořská výška je zhruba 540–610 m n. m. VOD pracuje s velmi kvalitní půdou, která se nachází v této oblasti. Hlavní výroba je krmení a palivo do bioplynové stanice. Pěstují se převážně brambory a kukuřice. Průměrný počet skotu je 1900 ks, převážně ve Zhořci, kde se jich nachází přes 700. Převažuje mléčné holštýnské plemeno. V Bratřicích je prováděn výkrm cca 300 býků. V Jetřichovci a Bedřichově je umístěn chov prasat plemene Landrase kde je kolem 800 ks. V roce 2009 byla zprovozněna bioplynová stanice, základními vstupními surovinami do BPS jsou siláž, senáž, hnůj a kejda. Družstvo provozuje jídelnu Na Růžku.

## Osobnosti
- Jan Vojna, politik